# Joselito Vaca
José Vaca Velasco ou Joselito Vaca (Santa Cruz de la Sierra, 12 de agosto  de 1982) é um ex-jogador boliviano de futebol.

## Carreira
Começou sua carreira profissional em East Oil e em 2001 foi transferido para E.U.A., onde ele defendeu o Dallas Burn e o MetroStars.
Em 2005, o jogador retornou ao seu país para agir em nome do Blooming e em 2009 mudou-se para a equipe de Santa Cruz de la Sierra, o Oriente Petrolero, que lançou o mesmo profissional em 1999, em 2012 foi para o Deportivo Pasto, no ano seguinte voltou para o Blooming onde se aposentou em 2020.

## Seleção
Vaca integrou a Seleção Boliviana de Futebol na Copa América de 2007 e 2011.

## Títulos

### Clubes
- Blooming
  - Liga de Fútbol Profesional Boliviano: 2005 (A)
  - Copa Aerosul: 2006, 2008
  - Copa Cine Center: 2015
- Oriente Petrolero
  - Liga de Fútbol Profesional Boliviano: 2010 (C)